# Nieuport 17
Il Nieuport 17 fu un caccia monomotore biplano sviluppato dall'azienda francese Société Anonyme des Établissements Nieuport negli anni dieci del XX secolo.
Introdotto nel 1916 venne impiegato inizialmente dalla Aéronautique Militaire, la componente aerea dell'Armée de terre (l'esercito francese), ed in breve tempo in entrambe le aeronautiche militari del Regno Unito, Royal Flying Corps (RFC) e Royal Naval Air Service (RNAS) otre che nel Regio Esercito del Regno d'Italia, durante le fasi della prima guerra mondiale rimanendo in servizio anche dopo il termine del conflitto in numerose forze aeree mondiali.

## Storia del progetto
Rispetto al Nieuport 11 era più grande, con un motore più potente, ali più grandi e in generale possedeva una struttura molto più raffinata. In un primo tempo fu equipaggiato con un motore Le Rhône da 110 hp (82 kW), ma le versioni successive ospitarono a bordo una versione potenziata del propulsore 130 hp (97 kW). Il velivolo possedeva una grande manovrabilità e grande velocità di salita. La stretta ala inferiore risultava molto debole, a causa della scelta costruttiva di utilizzare un unico longherone, e tendeva a disintegrarsi; questo difetto si poteva riscontrare anche sul caccia nemico Albatros D.III.
Inizialmente il "17" era equipaggiato con lo stesso armamento dell'"11", ovvero una mitragliatrice Lewis calibro 7,7 mm montata sull'ala superiore, ma nel servizio operativo francese questa venne sostituita con la pari calibro Vickers montata sulla fusoliera abbinata ad un dispositivo di sincronizzazione che consentiva di sparare senza conseguenze attraverso il disco dell'elica.
Il Royal Flying Corps utilizzò una configurazione leggermente diversa, con l'arma montata sempre sull'ala superiore, ma rivolta verso il basso, in modo da consentire al pilota una facile manutenzione. Pochi aerei montarono due mitragliatrici perché questa configurazione peggiorava le prestazioni del velivolo.
Tra il 1916 ed il 1917 la Società Anonima Nieuport-Macchi ne produsse su licenza 150 esemplari consegnati al Corpo Aeronautico dal dicembre 1916. Essi a differenza della versione francese (dotata della mitragliatrice Lewis) erano armati con la mitragliatrice Vickers sincronizzata.
L'aviazione statunitense acquistò 75 esemplari per le American Expeditionary Forces in Francia, ma li utilizzò a scopo addestrativo.

## Impiego operativo
Il 17 iniziò ad essere consegnato ai reparti da caccia francesi operanti sul fronte occidentale dal marzo 1916 sostituendo velocemente il precedente modello. Le prestazioni offerte dal velivolo in ambito operativo, rivelatesi superiori ai caccia a quel tempo in servizio, convinsero ben presto anche le autorità militari britanniche ad emettere un ordine di fornitura destinato ad equipaggiare i reparti aerei dell'British Army (esercito), il Royal Flying Corps (RFC), e della Royal Navy (marina militare), il Royal Naval Air Service (RNAS).
Le ottime caratteristiche del Nieuport 17 sono confermate dalla sua distribuzione che già durante il suo primo anno di introduzione lo vedeva utilizzato in tutti gli squadroni dell'aviazione francese. Gli esemplari che riuscirono ad essere catturati dalle truppe tedesco imperiali furono oggetto di studi approfonditi fornendo l'esperienza necessaria per sviluppare un nuovo modello al quale era fortemente ispirato, il Siemens-Schuckert D.I.
Tuttavia già nei primi mesi del 1917, il "17" era stato surclassato sotto molti aspetti dai nuovi mezzi aerei tedeschi. Furono prodotti allora nuovi modelli, quali il Nieuport 24 e il 27, nel tentativo di mantenere una certa supremazia aerea alleata. Comunque il Nieuport 17 era stato ormai sostituito dal SPAD S.VII in quasi tutti gli squadroni francesi.
Furono molti gli assi alleati che utilizzarono il Nieuport 17, tra i quali si ricordano il canadese Billy Bishop, il britannico Albert Ball, il francese Charles Nungesser, il britannico Edward Mannock, gli italiani Francesco Baracca e Silvio Scaroni ed il russo Aleksandr Aleksandrovič Kazakov.
In Italia vennero distribuiti dal 21 ottobre 1916 ad alcune squadriglie da caccia di prima linea (squadriglie 70ª, 75ª, 76ª, 77ª, 78ª, 80ª, 81ª, 85ª, 91ª e 5ª Sezione Difesa), integrandosi con i Nieuport 11 già in dotazione e poi con gli SPAD.
Analogamente ad altri modelli Nieuport, una volta rimosso dal servizio di prima linea il 17 venne utilizzato nel nuovo ruolo di addestramento avanzato nei reparti di formazione dei nuovi piloti da caccia.

## Versioni
17
prima versione avviata alla produzione in serie.
17bis
versione equipaggiata con un più potente motore Clerget 9B da 130 hp (96 kW).
21
variante caccia d'alta quota e addestramento caccia equipaggiata con un motore Le Rhône 9C da 80 hp (60 kW)
23
differenze nell'armamento

## Utilizzatori
Belgio
- Aviation militaire

 Cile

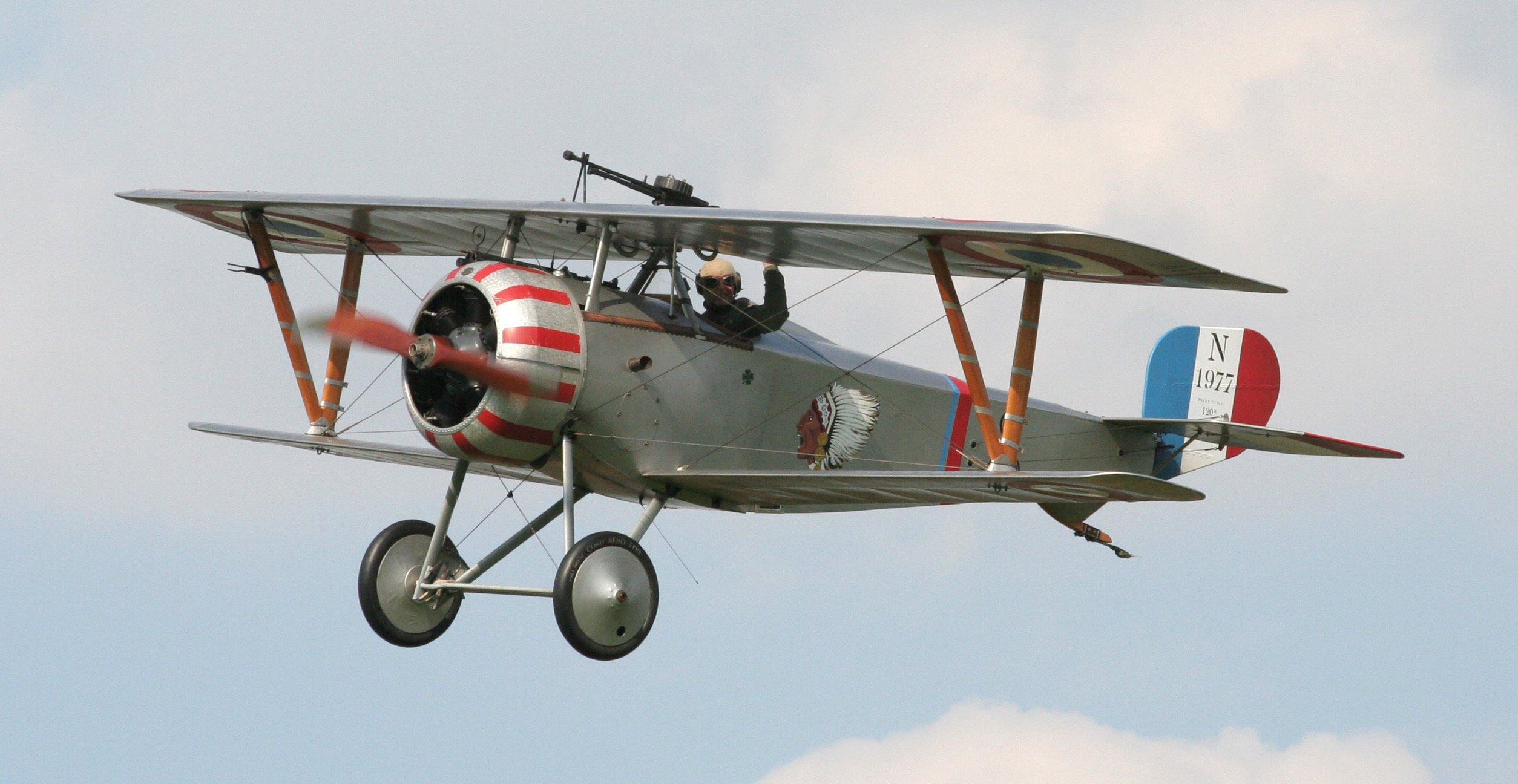
Un Nieuport 17 nella livrea della Squadriglia Lafayette in volo nel 2007.

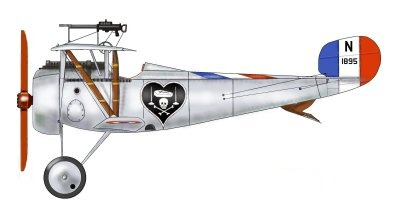
Il profilo del Nieuport 17 utilizzato dall'asso dell'aviazione francese Charles Nungesser.

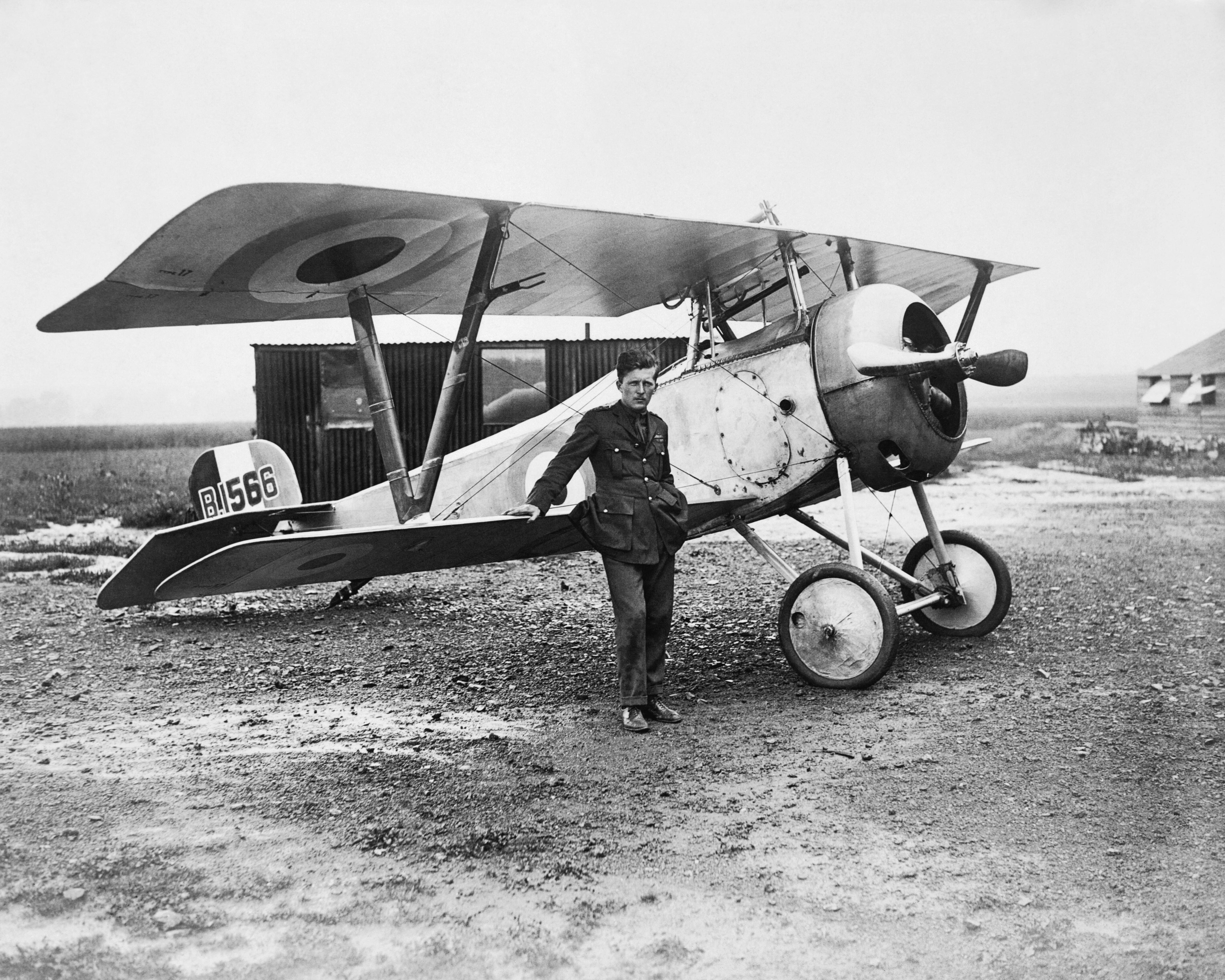
Il Nieuport 17 utilizzato dall'asso canadese Billy Bishop.

- Servició de Aviación Militar de Chile

 Colombia
- Fuerza Aérea Colombiana

 Cecoslovacchia
- Češkoslovenske Letectvo

 Estonia
- Aviation Regiment

 Finlandia
- Suomen ilmavoimat

 Francia
- Aéronautique Militaire

 Italia
- Corpo Aeronautico Militare

 Paesi Bassi
- Luchtvaartafdeling

 Polonia
- Siły Powietrzne

 Regno Unito
- Royal Flying Corps

 Romania
- Aeronautica Regală Românã

 Impero russo
- Imperatorskij voenno-vozdušnyj flot

 RSFS Russa

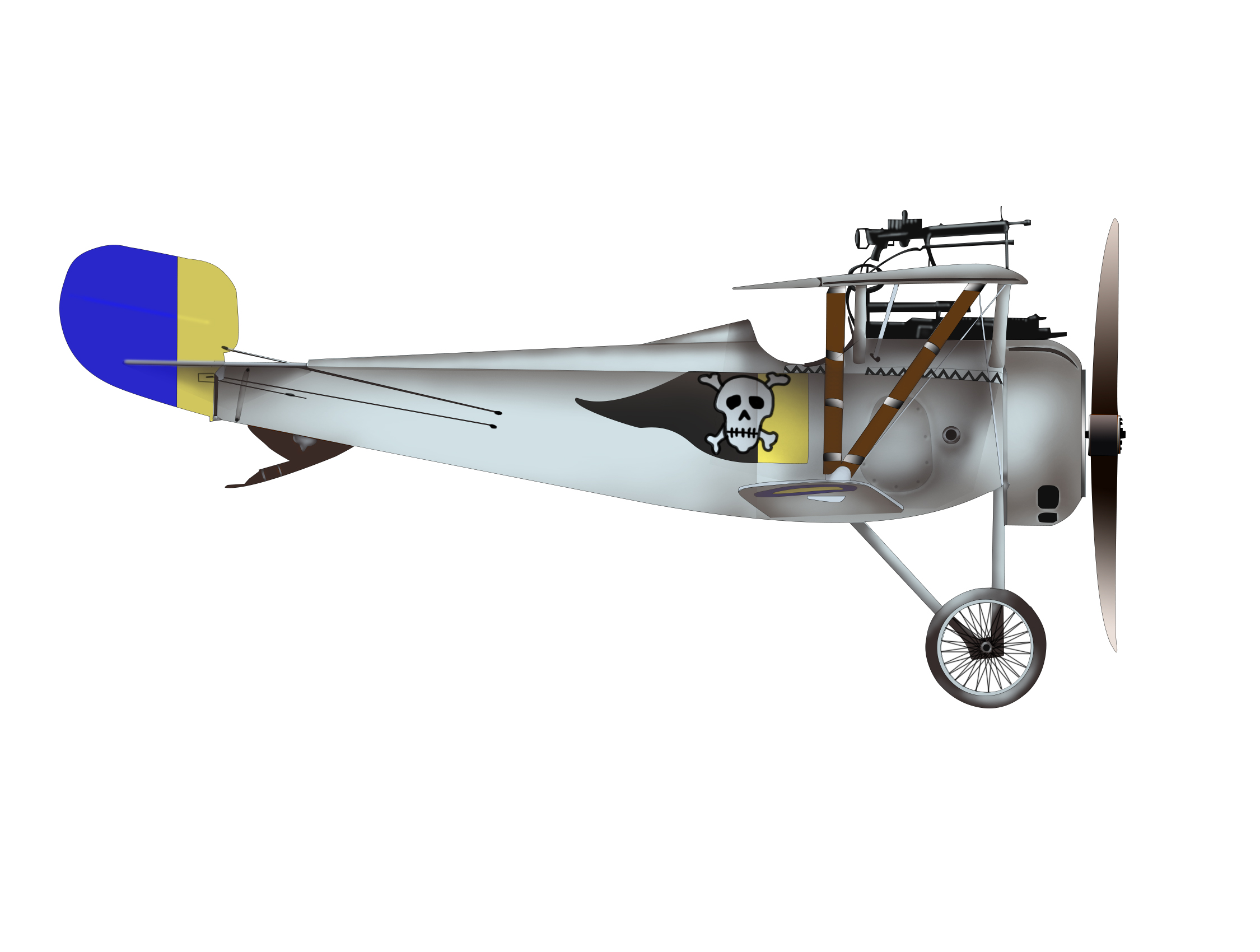
Nieuport 17, Ucraina

- Raboče-Krest'janskij Krasnyj vozdušnyj flot

 Siam
- Krom Akat Sayam

 Stati Uniti
- Aviation Section, U.S. Signal Corps

 Ucraina
 Ungheria
- Vörös Légjárócsapat

## Cultura di massa
- In ambito cinematografico, il Nieuport 17 compare nel film Giovani aquile.

## Esemplari esistenti
Un esemplare è visibile al Museo reale dell'esercito e della storia militare di Bruxelles in Belgio.